# Hal Finney
Harold Thomas Finney II (* 4. Mai 1956 in Coalinga, Kalifornien; † 28. August 2014 in Scottsdale, Arizona) war ein langjähriger Softwareentwickler der PGP Corporation und der zweite Angestellte der Firma nach Phil Zimmermann sowie ein Pionier der Bitcoin-Entwicklung.
In den ersten Jahren seiner Karriere arbeitete er als leitender Entwickler an zahlreichen Konsolenspielen, u. a. Adventures of Tron, Armor Ambush, Astroblast und Space Attack.

## Jugend und Ausbildung
Finney wurde 1956 in Coalinga, Kalifornien geboren. Er besuchte das California Institute of Technology und schloss sein Studium dort 1979 mit einem Bachelor of Engineering ab.

## Karriere
Nach dem Abschluss seines Studiums begann er als Softwareentwickler im Bereich der Konsolenspieleentwicklung zu arbeiten und war unter anderem an der Entwicklung der Spiele Astroblast und Space Attack beteiligt. Später wurde er von der Firma PGP Corporation als zweiter Entwickler nach Phil Zimmermann angestellt. Er arbeitete bis zu seiner Pensionierung im Jahr 2011 für die PGP Corporation.
Finney, der auch als Krypto-Aktivist und Cypherpunk bezeichnet wurde, betrieb bereits in den frühen 90er Jahren zwei anonymisierte Remailer und schrieb regelmäßig Beiträge über den Cypherpunk Listserv. Er ist neben Satoshi Nakamoto außerdem der einzig namentlich bekannte Entwickler der Kryptowährung Bitcoin, der gemeinsam mit Satoshi Nakamoto den Quellcode und die gesamten Sicherheitsprotokolle von Bitcoin entwickelte und ist als der erste Empfänger einer Bitcoin-Transaktion überhaupt bekannt geworden. Es wurden sogar Spekulationen laut, ob er hinter dem Pseudonym Satoshi Nakamoto stehen würde, was er selbst aber energisch bestritt.
Bis zu seinem Tod arbeitete er weiterhin als Programmierer und war zuletzt an einer experimentellen Software namens bcflick beteiligt, die Intels Trusted Computing Platform nutzt, um Bitcoin Wallets besser zu schützen.

## Privatleben und Krankheit
Im Oktober 2009 berichtete Finney in einem Essay im Blog Less Wrong, dass bei ihm im August 2009 Amyotrophe Lateralsklerose (ALS) diagnostiziert worden sei. Vor seiner Erkrankung war Finney ein aktiver Läufer gewesen. Er und seine Frau Fran Finney sammelten mit dem Santa Barbara International Marathon Spendengelder für die Erforschung von ALS.
Im März 2013 postete Finney im Bitcoin Forum, dass er praktisch gelähmt sei, aber weiterhin programmiere.
In seinem letzten Lebensjahr erhielt Finney anonyme Anrufe eines Erpressers, der 1000 Bitcoin von Finney forderte. Er und seine Frau wurden außerdem Opfer von gefälschten Notrufen, die Polizei und Rettungskräfte zu seinem Haus leiten sollten.
Hal Finney verstarb am 28. August 2014 in Scottsdale, Arizona und wurde durch die Firma Alcor Life Extension Foundation kryokonserviert.